# Blatnitsa
Blatnitsa (Bulgaars: Блатница) is een dorp in de Bulgaarse gemeente Streltsja, oblast Pazardzjik. Het dorp ligt 20 km ten noorden van de regionale hoofdstad Pazardzjik en 95 km ten zuidoosten van Sofia.

## Bevolking
In de eerste volkstelling van 1934 telde het dorp 860 inwoners. Dit aantal nam toe tot een hoogtepunt van 972 inwoners. Sindsdien daalt het inwoneraantal in een rap tempo. Op 31 december 2019 telde het dorp 156 inwoners.
Van de 183 inwoners reageerden er 82 op de optionele volkstelling van 2011. Zo’n 81 personen identificeerden zichzelf als etnische Bulgaren (98,8%).
Het dorp is sterk vergrijsd. In februari 2011 telde het dorp 183 inwoners, waarvan 11 tussen de 0-14 jaar oud (6%), 89 inwoners tussen de 15-64 jaar (49%) en 83 inwoners van 65 jaar of ouder (45%).